# هاریس گولد
هاریس گولد (به انگلیسی: Horace Gould) (زادهٔ ۲۰ سپتامبر ۱۹۲۱ با نام هاریس هری توییگ در بریستول، درگذشتهٔ ۴ نوامبر ۱۹۶۸ در سوث‌مید) رانندهٔ مسابقات اتومبیل‌رانی فرمول یک اهل انگلستان بود.

## حرفه ورزشی
هاریس گولد در سال‌های ۱۹۵۴ تا ۱۹۶۰ در مسابقات فرمول یک شرکت کرد. او در مجموع در ۱۸ مسابقه شرکت کرد که از این تعداد ۱۴ مسابقه را به پایان رساند. گولد بیشتر دوران حرفه‌ای خود را با تیم‌های خصوصی کوپر و مازراتی سپری کرد. او در طول دوران حرفه‌ای خود موفق به کسب ۲ امتیاز در مسابقات فرمول یک شد.

## زندگی شخصی
گولد در بریستول به دنیا آمد و در همان شهر بزرگ شد. او سه پسر به نام‌های مارتین، استفن و ریچارد داشت که پس از مرگ او در بریستول باقی ماندند.

## مرگ و میراث
هاریس گولد در ۴ نوامبر ۱۹۶۸ بر اثر حملهٔ قلبی در سوث‌مید انگلستان درگذشت. مرگ او در سن ۴۷ سالگی پایان ناگهانی یک زندگی پربار بود. گولد به‌عنوان یکی از رانندگان قدیمی و محبوب فرمول یک در انگلستان شناخته می‌شود.